# Carei
Carei (pronunciat en romanès: [kaˈrej]; en hongarès: Nagykároly, pronunciat en hongarès: [ˈnɒckaːroj]; en alemany: Grosskarol/Großkarl, en yiddish: קראלי, pronounced [krʊlə]) és una ciutat del comtat de Satu Mare, al nord-oest de Romania, prop de la frontera amb Hongria.

## Nom
La ciutat va rebre el nom d'una antiga família noble, els Károlyi. Carei administra un poble, Ianculești (en hongarès: Szentjánosmajor).

## Història

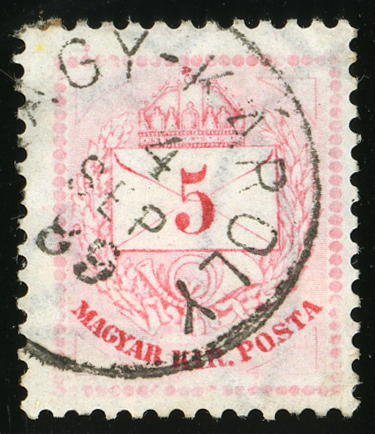
Segell del Regne d'Hongria, cancel·lat NAGY-KÁROLY el 1889

L'any 1262, en un document, Karul apareix com un nom de persona, però l'etimologia de la paraula es pot remuntar al nom d'un ocell karul-karvaly, extret de l'antiga llengua turca. Karul pot derivar de "cotxe" en romanès. L'ocell que es pot trobar a l'escut de la família Karolyi.
El rei Lluís I d'Hongria va permetre l'organització de reunions setmanals de mercat a Carei el 1346, com a resultat dels èxits militars de la família Károlyi. El desenvolupament del comerç regional a la regió va estimular el desenvolupament de la ciutat.
Al segle xiv, l'assentament era un petit municipi amb uns quants carrers construïts al voltant de la finca Károlyi. Les guerres, la pesta i la fam durant l'edat mitjana van delmar la població i la família Károlyi va prendre mesures per portar els colons suabes a les seves terres. Durant els segles XVI i XVII, Carei va ser sovint devastada per guerres. La ciutat i els pobles dels voltants van patir grans pèrdues durant la Guerra de la Independència de Rákóczi.
El primer grup de colons va arribar el 1712, obrint un període centenari de colonització gradual amb suabes, eslovacs i jueus. Entre 1712 i 1774, unes 466 famílies sueves es van establir a Carei, formant dos districtes a la ciutat. Els efectes en la vida cultural i social es van començar a notar: el 1727 es va establir el Gimnàs Escolapi, el 1754 es va construir la primera tipografia i el 1756 es va obrir una farmàcia.
La forma urbana del poble es va perfilar després del gran incendi que es va produir el maig de 1887, quan es van cremar 250 cases. La reconstrucció de les cases i l'ordenació dels carrers es va fer segons la normativa urbanística adoptada pel consistori.
La indústria lleugera va començar a florir a Carei a partir del segle xix, quan les primeres institucions públiques també es van crear. El 1887 es va construir el ferrocarril Zalău - Carei i el 1905 es va restaurar el ferrocarril entre Carei i Mátészalka per a finalitats de transport.
Després de l'enfonsament d'Àustria-Hongria al final de la Primera Guerra Mundial, i la declaració de la Unió de Transsilvània amb Romania, l'exèrcit romanès va prendre el control de Carei el 19 d'abril de 1919, durant la guerra hongareso-romanesa. La ciutat va passar oficialment a formar part del territori cedit al Regne de Romania el juny de 1920 segons els termes del Tractat de Trianon. L'agost de 1940, sota els auspicis de l'Alemanya nazi, que va imposar el Segon Premi de Viena, Hongria va recuperar el territori de Transsilvània del Nord (que incloïa Carei) de Romania. Cap al final de la Segona Guerra Mundial, però, la ciutat va ser recuperada de les tropes hongareses i alemanyes per les forces romaneses i soviètiques el 25 d'octubre de 1944, durant la batalla de Carei. En record d'aquesta batalla, al centre de Carei es va erigir el "Monument del soldat romanès"; inaugurat l'any 1964, és obra de l'escultor Gheza Vida. El 25 d'octubre se celebra des de 1959 com el Dia de les Forces Armades Romaneses.
Tot i que entre 1760 i 1920 la ciutat va ser la seu del comtat de Szatmár, el desenvolupament industrial no va ser important i va conservar bàsicament la seva especificitat agrícola fins al voltant de 1960. El 1926 Carei es va adjuntar al comtat de Sălaj. Després de 1950, Carei va ser inclosa a la Regió de Baia Mare, mentre que després de 1968, juntament amb la reorganització administrativa-territorial del país, va tornar a la comarca de Satu Mare.
Fins a la Segona Guerra Mundial, la indústria de la vila constava de molins, la Fàbrica d'Oli Ardealul, una estació de recollida i fermentació del tabac i alguns petits tallers. Durant el període comunista, Carei es va transformar progressivament en una ciutat industrial.

## Turisme
L'edifici històric més important de la ciutat és el castell de Károlyi. Construïda originàriament com a fortalesa al voltant del segle xiv, es va convertir en castell l'any 1794, experimentant noves transformacions durant el segle xix. La mansió està envoltada per un arboretum, que cobreix una superfície d'unes 30 acres i que conté una gran varietat d'espècies d'arbres i plantes.

## Demografia
Segons el cens de 2011, Carei tenia 21.112; D'aquests, el 51,9% eren hongaresos, el 38,3% romanesos, el 2,3% alemanys i el 2,2% gitanos. Pel que fa a la religió, el 36% de la població de la comuna era catòlica, el 32% eren ortodoxes romaneses i el 20% eren reformades (calvinistes).

## Veïnats destacats

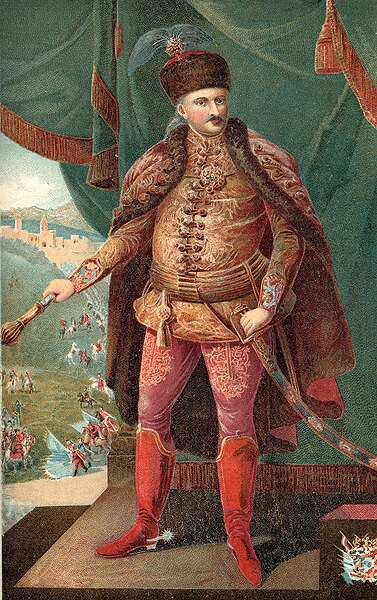
Comte Sándor Károlyi de Nagykároly (1688-1743)

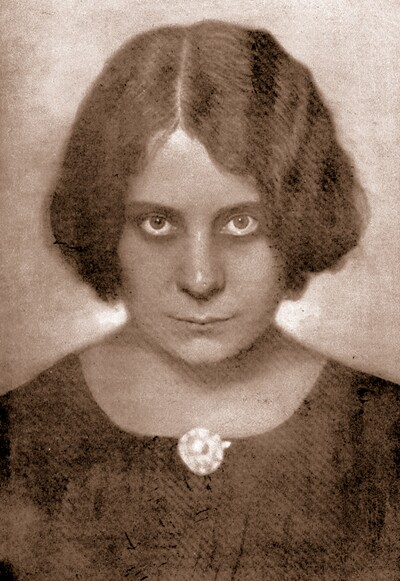
Margit Kaffka (1880-1918)

### Política
- Sándor Károlyi de Nagykároly (1668–1743), aristòcrata, estadista i Feldmarschall imperial hongarès
- Salvator Cupcea (1908–1958), psicòleg, metge i personatge polític romanès
- Oszkár Jászi (1875–1957), científic social, historiador i polític jueu hongarès

### Religió
- Gáspár Károli (1529–1591), pastor calvinista hongarès, traductor (primera traducció de la Bíblia a l'hongarès el 1586)
- Jenő Schönberger (1959–), clergue hongarès, bisbe de la diòcesi catòlica romana de Satu Mare
- Vasile Hossu (1919 – 1997), jerarca grec catòlic romanès
- Alexander Ratiu (1916–2002), sacerdot romanès-americà de l'Església greco-catòlica romanesa
- Yosef Leifer (1891–1966), fundador i primer rebe de la dinastia hassídica de Pittsburg
- Avraham Abba Leifer (1918–1990), segon rebe de la dinastia hassídica de Pittsburg
- Joel Teitelbaum (1887–1979), fundador i primer Gran Rebe de la dinastia Satmar

### Esports
- Miklós Bródy (1877–1949), mestre d'escacs hongarès-romanès
- Eric Bicfalvi (1988–), futbolista hongarès-romanès
- Adrian Sălăgeanu (1983–), futbolista romanès
- Dionisiu Bumb (1973–), futbolista romanès
- Szabolcs Perényi (1982–), futbolista hongarès nascut a Romania
- Silviu Lung (1956–), futbolista romanès
- Florin Fabian (1974–), futbolista romanès
- Cornel Pavlovici (1942–2013), futbolista romanès
- István Kovács (1984 –), àrbitre de futbol romanès
- Iosif Budahazi (1947–), esgrimista romanès
- Tünde Vaszi (1972–), saltador de llargada romanès

### Altres
- Margit Kaffka (1880–1918), escriptora i poeta hongaresa
- Antal Ligeti (1823–1890), paisatgista hongarès
- Ferdinánd Barna (1825–1895), lingüista hongarès, traductor i bibliotecari de l'Acadèmia Hongaresa de Ciències

## Ciutats germanes
Carei està agermanada amb:
- Dębica, Poland[4][5]
- Orosháza, Hungary since 1991
- Mátészalka, Hungary
- Nyírbátor, Hungary since 2000

## Clima
Carei té un clima continental, caracteritzat per estius secs i calorosos i hiverns freds. Com que la ciutat es troba a l'extrem nord del país, l'hivern és més fred que la mitjana nacional. La temperatura mitjana anual és de 9,6 °C.

## Galeria

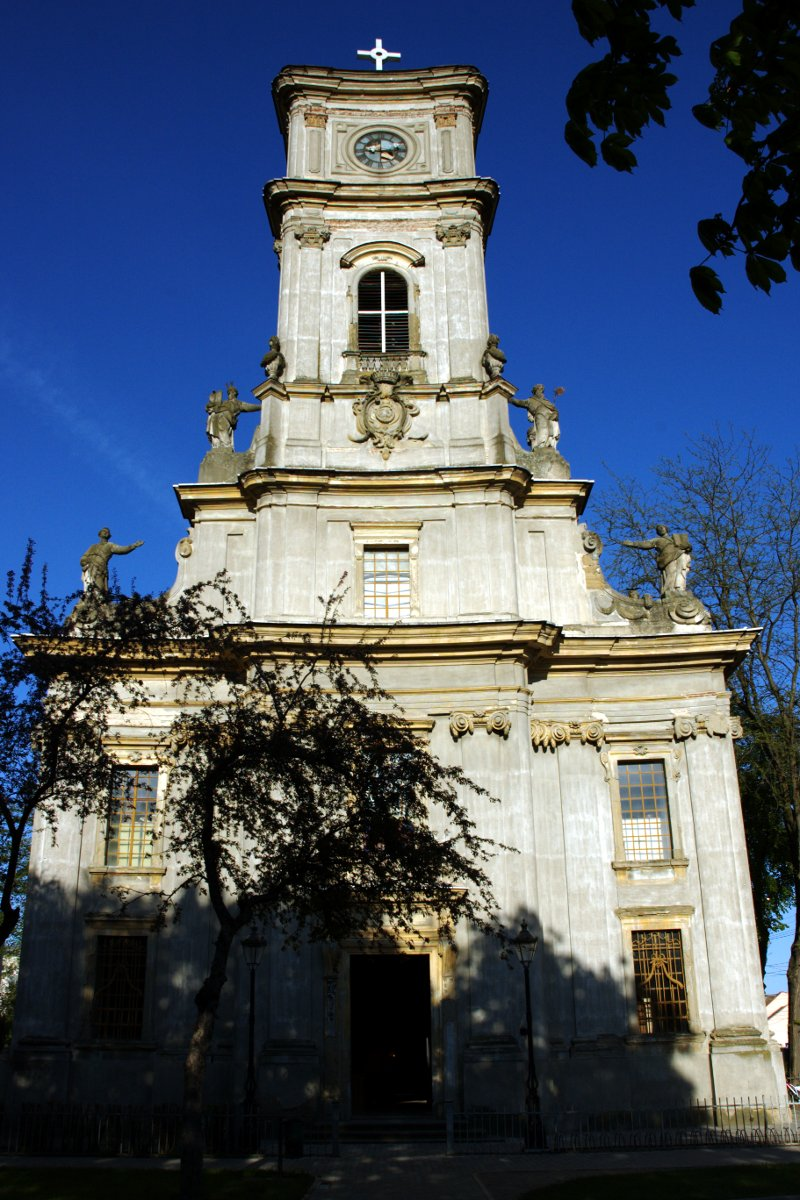
Església de Sant Josep Calasanci
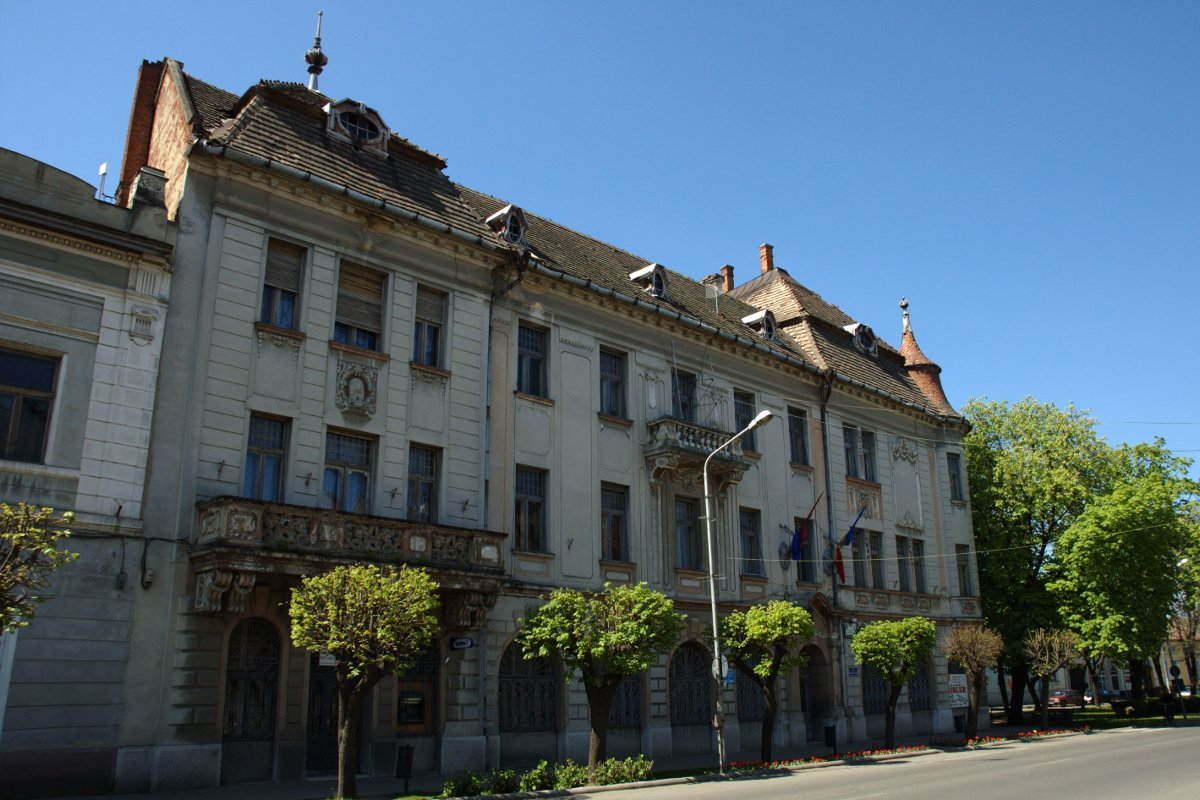
L'ajuntament
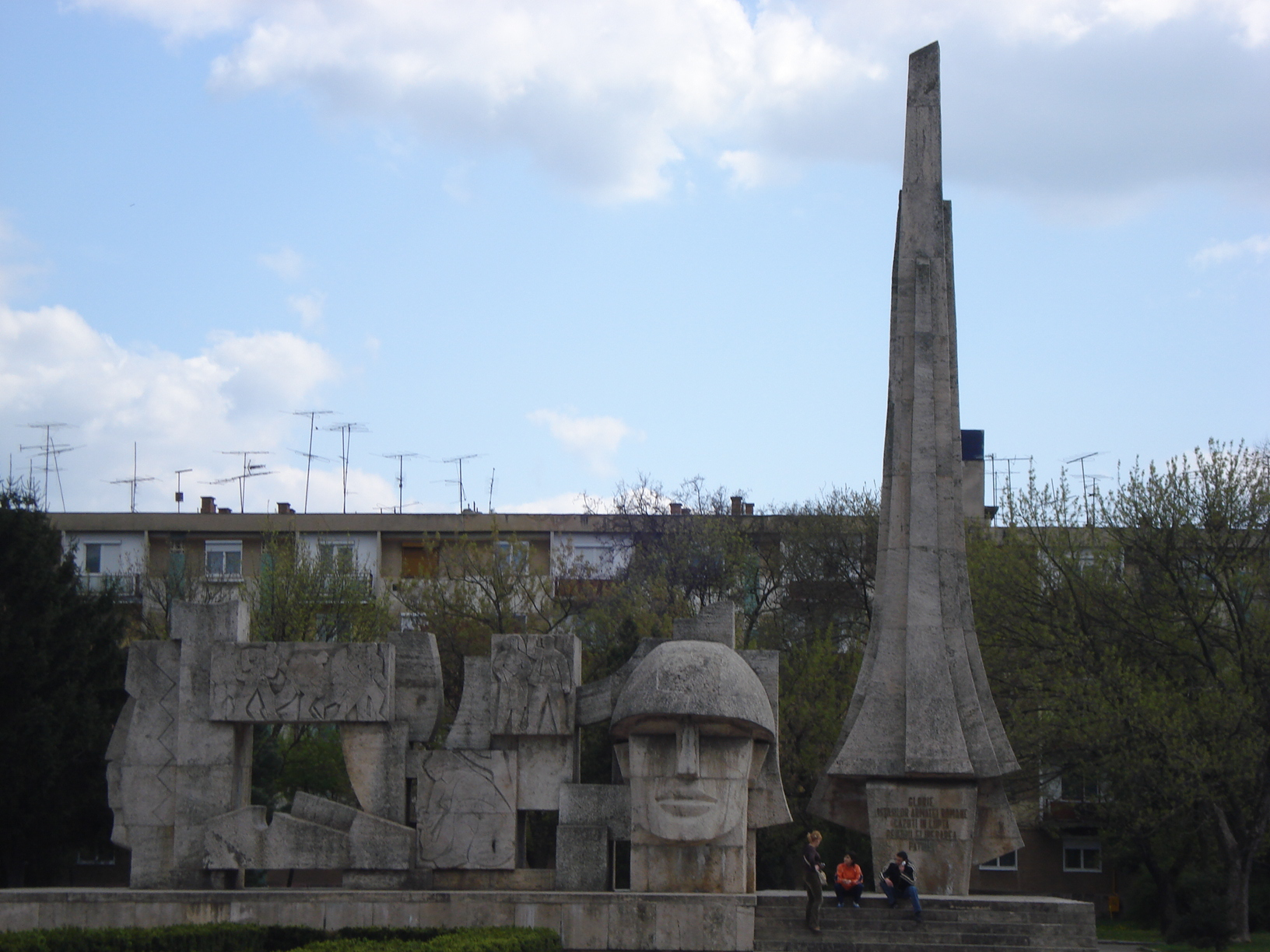
Monument als soldats romanesos
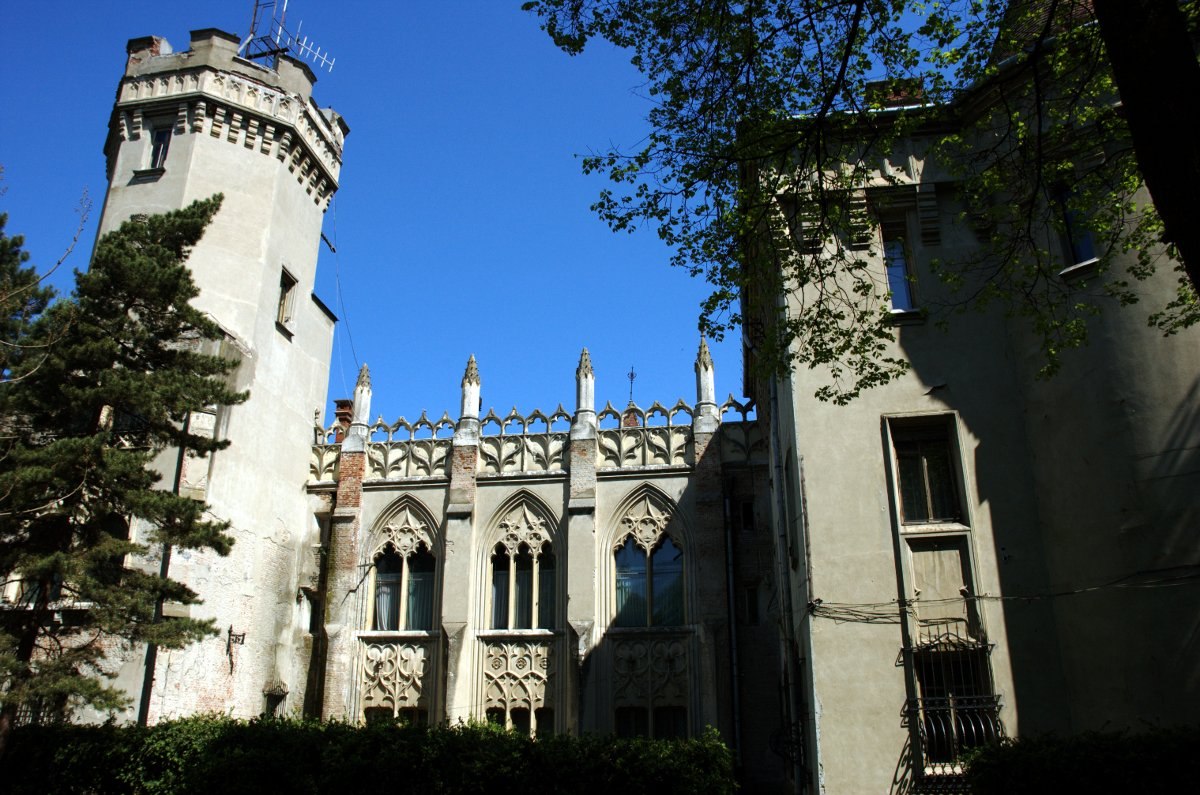
El castell de Károlyi
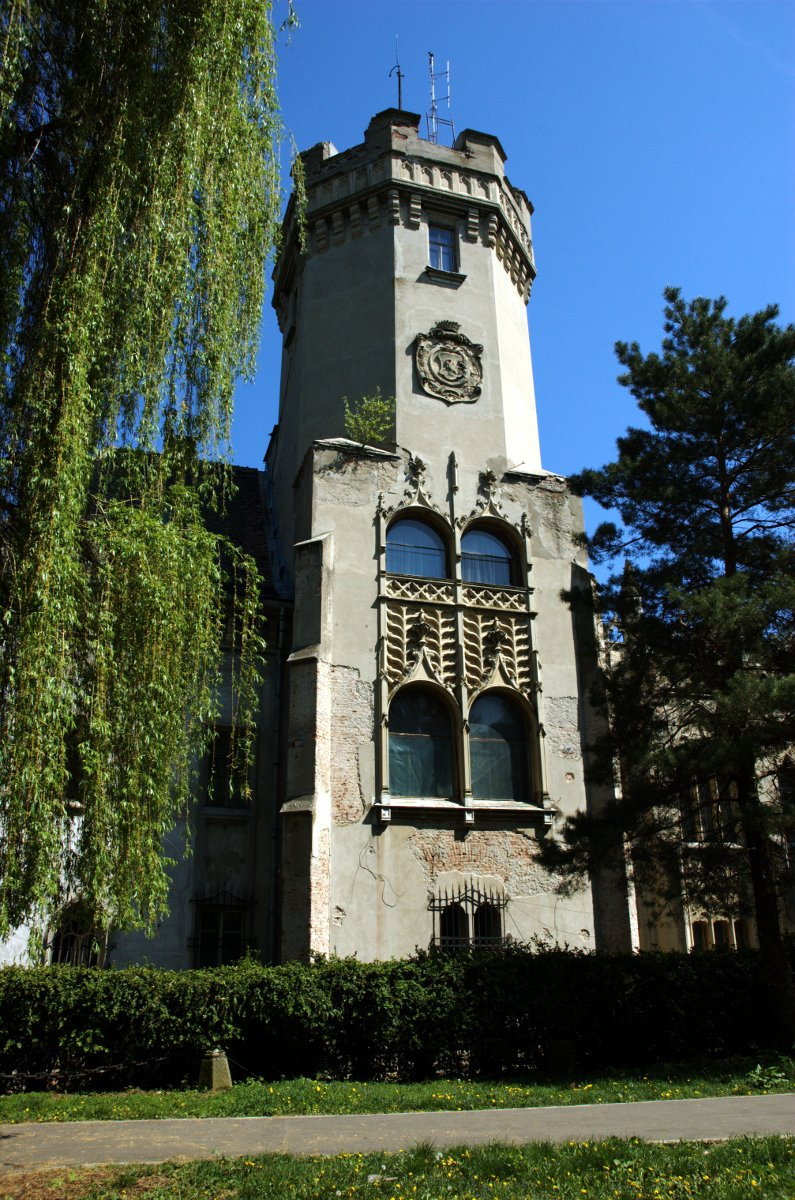
El castell de Károlyi
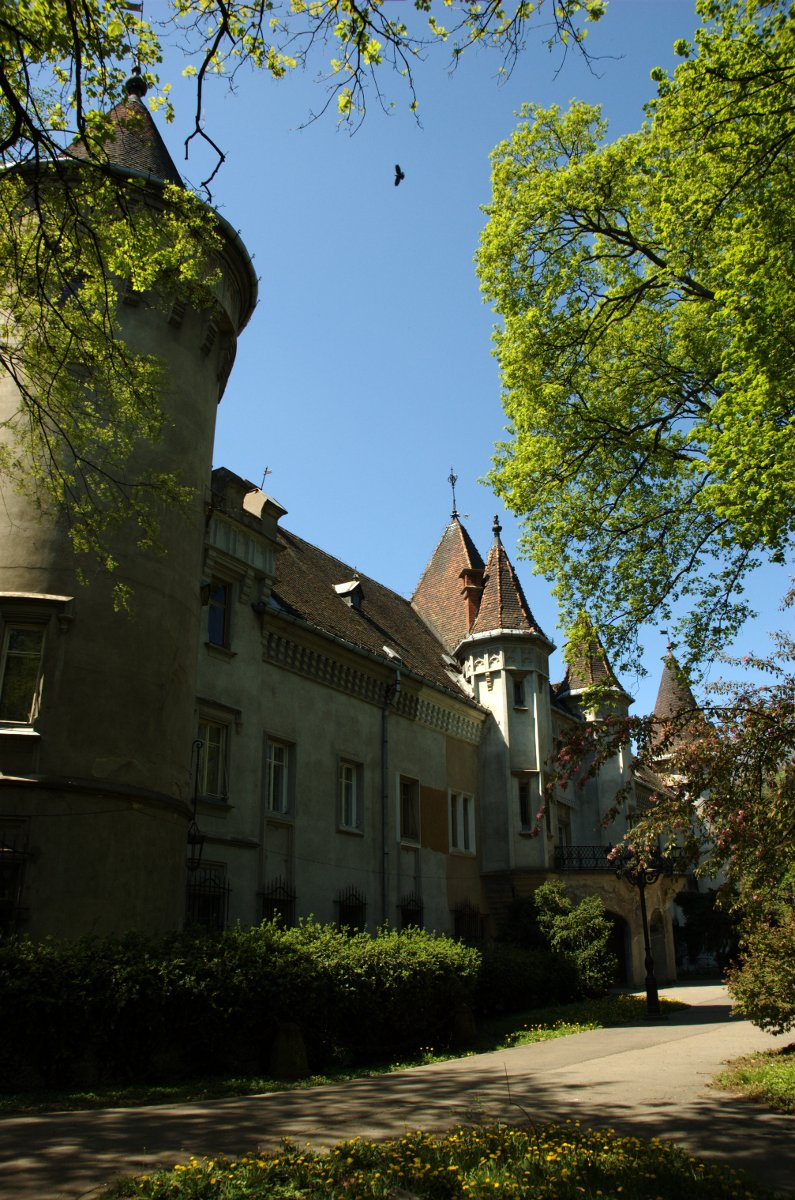
El castell de Károlyi
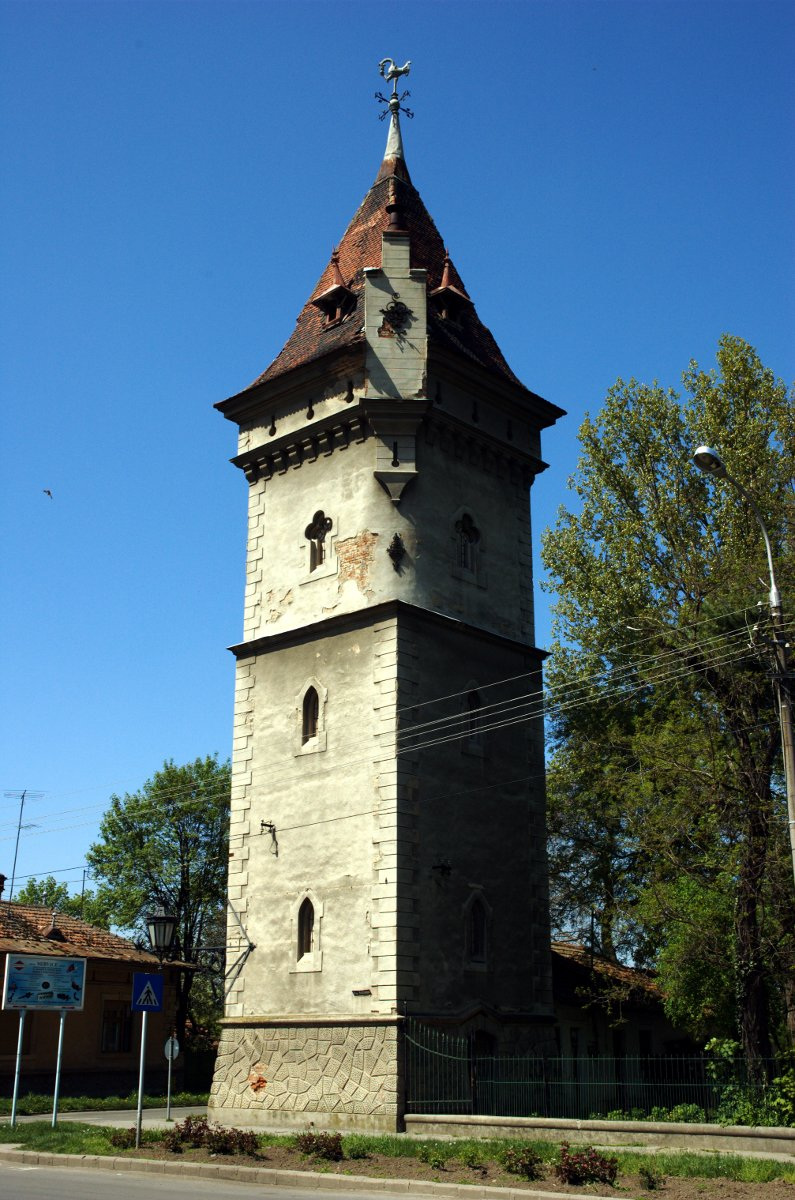
La torre d'aigua del castell
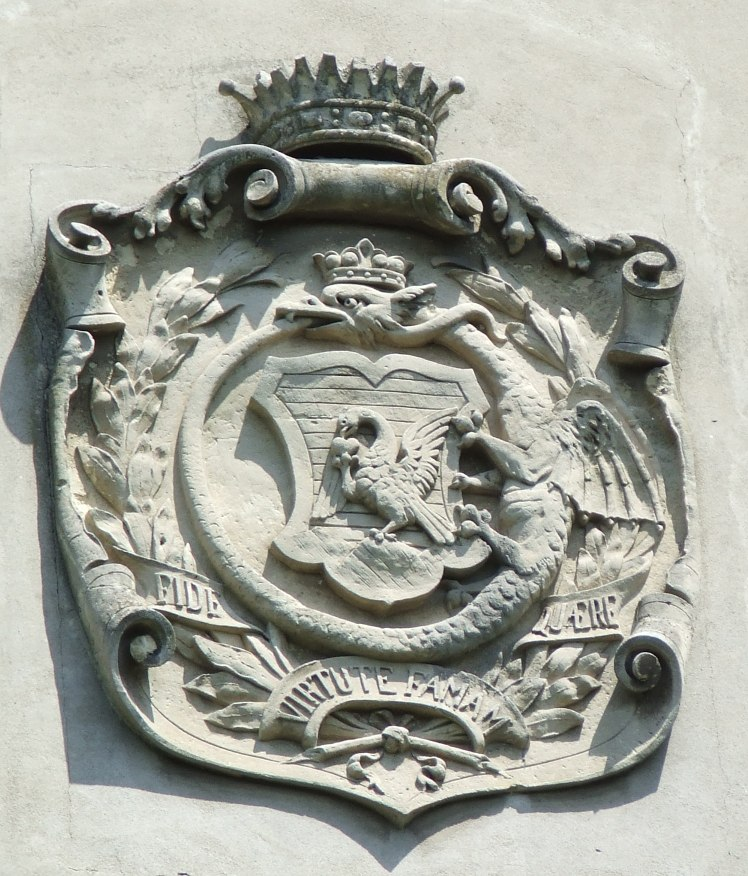
Escut d'armes a la paret del castell de Károlyi